# Lista desenelor cinematografice cu Pantera Roz
Această listă reprezintă cele 124 de desene animate scurte originale cu Pantera Roz, produse din 18 decembrie 1964 până în 1 februarie 1980 de către DePatie-Freleng Enterprises (cunoscut de asemenea ca DFE Films). Nouăzeci și două de scurtmetraje au fost făcute pentru cinematografe, și au apărut eventual la televizor din 1969. Toate desenele făcute inițial pentru televiziune au fost de asemenea distribuite cinematografelor după ce au fost difuzate la început între 1978 și 1980.

## 1964
- The Pink Phink
- Pink Pajamas

## 1965
- We Give Pink Stamps
- Dial "P" for Pink
- Sink Pink
- Pickled Pink
- Pinkfinger
- Shocking Pink
- Pink Ice
- The Pink Tail Fly
- Pink Panzer
- An Ounce of Pink
- Reel Pink
- Bully for Pink

## 1966
- Pink Punch
- Pink Pistons
- Vitamin Pink
- The Pink Blueprint
- Pink, Plunk, Plink
- Smile Pretty, Say Pink
- Pink-A-Boo
- Genie with the Light Pink Fur
- Super Pink
- Rock A Bye Pinky

## 1967
- Pinknic
- Pink Panic
- Pink Posies
- Pink of the Litter
- In the Pink
- Jet Pink
- Pink Paradise
- Pinto Pink
- Congratulations It's Pink
- Prefabricated Pink
- The Hand Is Pinker Than the Eye
- Pink Outs

## 1968
- Sky Blue Pink
- Pinkadilly Circus
- Psychedelic Pink
- Come On In! The Water's Pink
- Put-Put, Pink
- G.I. Pink
- Lucky Pink
- The Pink Quarterback
- Twinkle, Twinkle, Little Pink
- Pink Valiant
- The Pink Pill
- Prehistoric Pink
- Pink in the Clink
- Little Beaux Pink
- Tickled Pink
- Pink Sphinx
- Pink Is a Many Splintered Thing
- The Pink Package Plot
- Pinkcome Tax

## 1969
- Pink-A-Rella
- Pink Pest Control
- Think Before You Pink
- Slink Pink
- In the Pink of the Night
- Pink on the Cob
- Extinct Pink

## 1971
- A Fly in the Pink
- Pink Blue Plate
- Pink Tuba-Dore
- Pink Pranks
- The Pink Flea
- Psst Pink
- Gong with the Pink
- Pink-In

## 1972
- Pink 8 Ball

## 1974
- Pink Aye
- Trail of the Lonesome Pink

## 1975
- Pink DaVinci
- Pink Streaker
- Salmon Pink
- Forty Pink Winks
- Pink Plasma
- Pink Elephant
- Keep Our Forests Pink
- Bobolink Pink
- It's Pink, But Is It Mink?
- Pink Campaign
- The Scarlet Pinkernel

## 1976
- Mystic Pink
- The Pink of Arabee
- The Pink Pro
- Pink Piper
- Pinky Doodle
- Sherlock Pink
- Rocky Pink

## 1977
- Therapeutic Pink

## 1978
- Pink Pictures
- Pink Arcade
- Pink Lemonade
- Pink Trumpet
- Sprinkle Me Pink
- Dietetic Pink
- Pink U.F.O.
- Pink Lightning
- Cat and the Pinkstalk
- Pink Daddy
- Pink S.W.A.T.
- Pink and Shovel
- Pinkologist
- Yankee Doodle Pink
- Pink Press
- Pet Pink Pebbles
- The Pink of Bagdad
- Pink in the Drink
- Pink Bananas
- Pinktails for Two
- Pink Z-Z-Z
- Star Pink

## 1979
- Pink Breakfast
- Pink Quackers
- Toro Pink
- String Along in Pink
- Pink in the Woods
- Pink Pull
- Spark Plug Pink
- Doctor Pink
- Pink Suds

## 1980
- Supermarket Pink

## Legături externe
- Pantera Roz la Internet Movie Database